# NGC 7413
NGC 7413 est une galaxie lenticulaire relativement éloignée et située dans la constellation de Pégase. Cette galaxie a été découverte par l'astronome américain Lewis Swift en 1886. Sa vitesse par rapport au fond diffus cosmologique est de 9 383 ± 26 km/s, ce qui correspond à une distance de Hubble de 138,4 ± 9,7 Mpc (∼451 millions d'al).